# 바이노럴 비트
바이노럴 비트(영어: Binaural beats)는 특정 소리로 뇌의 뇌파를 조절하는 소리를 뜻한다. 양쪽 귀에 서로 다른 주파수의 소리를 들려줘야 하기 때문에 헤드폰 및 이어폰이나 양쪽 귀에 근거리에 위치한 스테레오 스피커만 효과가 있다.

## 원리
한쪽 귀에 300Hz의 소리, 다른쪽 귀에 310Hz의 소리를 들려주면 뇌가 10Hz의 파동으로 받아들여 뇌파가 10Hz로 조절이 되는 것이다.